# شهرستان کیسی
شهرستان کیسی (به لاتین: Kisii County) یک منطقهٔ مسکونی در کنیا است. شهرستان کیسی ۱٬۳۱۷٫۹ کیلومترمربع مساحت و ۱٬۱۵۲٬۲۸۲ نفر جمعیت دارد.